# John Neal
John Neal (Seaham, 13 de abril de 1932-23 de noviembre de 2014) fue un entrenador y jugador de fútbol que jugaba en la demarcación de defensa.

## Biografía
Debutó como futbolista en 1949 con el Hull City AFC, de la mano del entrenador Raich Carter, donde jugó durante siete temporadas. Tras un breve paso por el King's Lynn FC, fichó por el Swindon Town FC por una temporada. En 1959 fue traspasado al Aston Villa FC, club donde consiguió sus mayores éxitos, ganando la Football League Second Division, y la Copa de la Liga de Inglaterra un año después. Finalmente se retiró como futbolista en el Southend United FC en 1965. Tres años después de que colgase las botas, el Wrexham FC le fichó para el puesto de entrenador, sustituyendo a Alvan Williams. Ganó la Copa de Gales en 1972 y en 1975. En 1977 dejó el club para fichar por el Middlesbrough FC para las cuatro temporadas siguientes para sustituir a Jack Charlton. Finalmente, entrenó al Chelsea FC, con quien ganó la Football League Championship en 1984.
Falleció el 23 de noviembre de 2014 a los 82 años de edad.

## Clubes

### Como futbolista
| Club               | País       | Año       | Partidos | Goles |
| ------------------ | ---------- | --------- | -------- | ----- |
| Hull City AFC      | Inglaterra | 1949-1955 | 60       | 1     |
| King's Lynn FC     | Inglaterra | 1956-1957 | ¿?       | ¿?    |
| Swindon Town FC    | Inglaterra | 1957-1958 | 95       | 2     |
| Aston Villa FC     | Inglaterra | 1959-1962 | 96       | 0     |
| Southend United FC | Inglaterra | 1962-1965 | 100      | 1     |

### Como entrenador
| Club             | País       | Año       |
| ---------------- | ---------- | --------- |
| Wrexham FC       | Gales      | 1968-1977 |
| Middlesbrough FC | Inglaterra | 1977-1981 |
| Chelsea FC       | Inglaterra | 1981-1985 |

## Palmarés

### Como futbolista

#### Campeonatos nacionales
| Título                          | Club           | País       | Año  |
| ------------------------------- | -------------- | ---------- | ---- |
| Football League Second Division | Aston Villa FC | Inglaterra | 1960 |
| Copa de la Liga de Inglaterra   | Aston Villa FC | Inglaterra | 1961 |

### Como entrenador

#### Campeonatos nacionales
| Título                       | Club       | País       | Año  |
| ---------------------------- | ---------- | ---------- | ---- |
| Copa de Gales                | Wrexham FC | Gales      | 1972 |
| Copa de Gales                | Wrexham FC | Gales      | 1975 |
| Football League Championship | Chelsea FC | Inglaterra | 1984 |